# 763
Cette page concerne l'année 763  du calendrier julien. Pour l'année 763 av. J.-C., voir 763 av. J.-C.
L'année 763 est une année commune qui commence un samedi.

## Événements
- 1er mai : Pépin le Bref tient son champ de mai à Nevers, puis passe la Loire et envahit le Limousin. Ses troupes ravagent la vallée de la Vézère vers la Dordogne et le Lot et parviennent à Cahors où le duc Waïfre d'Aquitaine est battu malgré la défection de Tassilon III de Bavière[1].
- 22 mai (Pentecôte) : l'évêque d'Épiphanie, en Syrie, accusé d'avoir volé les vases sacrés, se range du côté des iconoclastes. Le jour de la Pentecôte, il est excommunié conjointement par les patriarches d'Antioche, de Jérusalem et d'Alexandrie[2] réunis en synode à Jérusalem. Ils rejettent ainsi les dispositions du concile de Hiéreia et publient cette condamnation dans une lettre synodale qui parvient au pape Paul Ier.
- 30 juin : victoire décisive des Byzantins sur les Bulgares à la bataille de la plaine d'Anchialos[3], près de l’actuel Bourgas. Le khan Teletz signe la paix.
- Octobre : 
  - l'armée du roi du Tibet Trisong Detsen (200 000 hommes) envahit la Chine alors en proie à la rébellion d’An Lushan[4].
  - à Constantinople Théophane décrit un hiver exceptionnellement froid du début du mois d'octobre 763 jusqu'en février 764. Le rude hiver 763-764 sévit dans toute l'Europe[5].

- 12 novembre : victoire des Tibétains sur les Tang à Zhouzhi[6].
- 18 novembre : les Tibétains s’emparent de la capitale chinoise Chang'an (l’actuelle Xi'an), l'empereur de la dynastie Tang, Daizong, s'enfuit, et les Tibétains nomment un nouvel empereur à sa place, Li Chenghong. Ils évacuent la ville le 30 novembre, emmenant une grande quantité de femmes, universitaires et artisans, abandonnant leur empereur fantoche à son sort. En décembre, les forces chinoises reprennent la ville[6].

- Autonomie du duché de Naples vis-à-vis de l'empire byzantin[7].
- Révoltes en Carantanie contre la christianisation réprimées par le duc Hotimir (763 et 765)[8].
- Pépin le Bref fait rédiger la Lex Salica (763-764)[9].

## Naissances en 763
- 17 mars : Haroun ar-Rachid, calife abbasside (mort en 809)[10].

## Décès en 763
- Muhammad ibn al-Kalbi, historien arabe. Il se consacre avec son fils Hisham (mort en 819) à l’étude de l’Arabie préislamique et des débuts de l’Islam, et est critiqué par les traditionalistes[11].